# ニューヨークの蒸気システム
ニューヨークの蒸気システム (英：New York City steam systems)は、1882年からニューヨーク市で運用されている蒸気(スチーム)を供給するシステムである。蒸気配管はオフィスビルや商業施設、住宅などにつながっており、暖房、冷房のほか、美術館の加湿、病院の滅菌、食器の洗浄、貨物用エレベーター、クリーニング店のプレスなどさまざまな用途に使われている。

## コン・エジソンの蒸気システム

20世紀初頭のマンハッタン

1882年3月3日、ニューヨーク・スチーム社がロウアーマンハッタンに商業用蒸気システムを創業し、1954年にコン・エジソン社(Consolidated Edison)が吸収合併して現在(2024年)に至る。
1800年代後期のニューヨークは高層建築ブームの真っ只中にあり、広範囲の建物を効率的に暖めることが出来る「地域エネルギー供給」の概念として蒸気が採用された。蒸気は自然に上昇するので、余分なエネルギーを使わずに高層階に行き渡るというメリットもある。
最初の蒸気プラントは現在のワンワールドトレードセンターの場所に建設された。最初はウォール街への供給から始まり、やがて配管は北にも延びてセントラルパークの両サイドへと広がった。
現在はマンハッタンのロウアーイーストサイドやブルックリン海軍工廠の敷地などに5ヶ所の蒸気プラントがある。水を240～250°Cに加熱して作られた蒸気は、南端のバッテリーパークからウェストサイドのアップタウン96th St.までの約1,700の商業施設や住宅へと供給される。質量は年間約1,200万トン。これは世界最大の規模であり、アメリカ国内にある上位2〜6番目の蒸気システムの合計を上回る。
燃料は石炭から石油、現在は天然ガスへと移行し、NOx、Co2、二酸化硫黄、粒子状物質などの汚染物質の排出を抑えている。また熱源から蒸気と電気を同時に作れるコージェネレーションを採用することで燃料効率を大幅に向上させた。
吸収式冷凍機による冷房も可能である。

## 蒸気配管

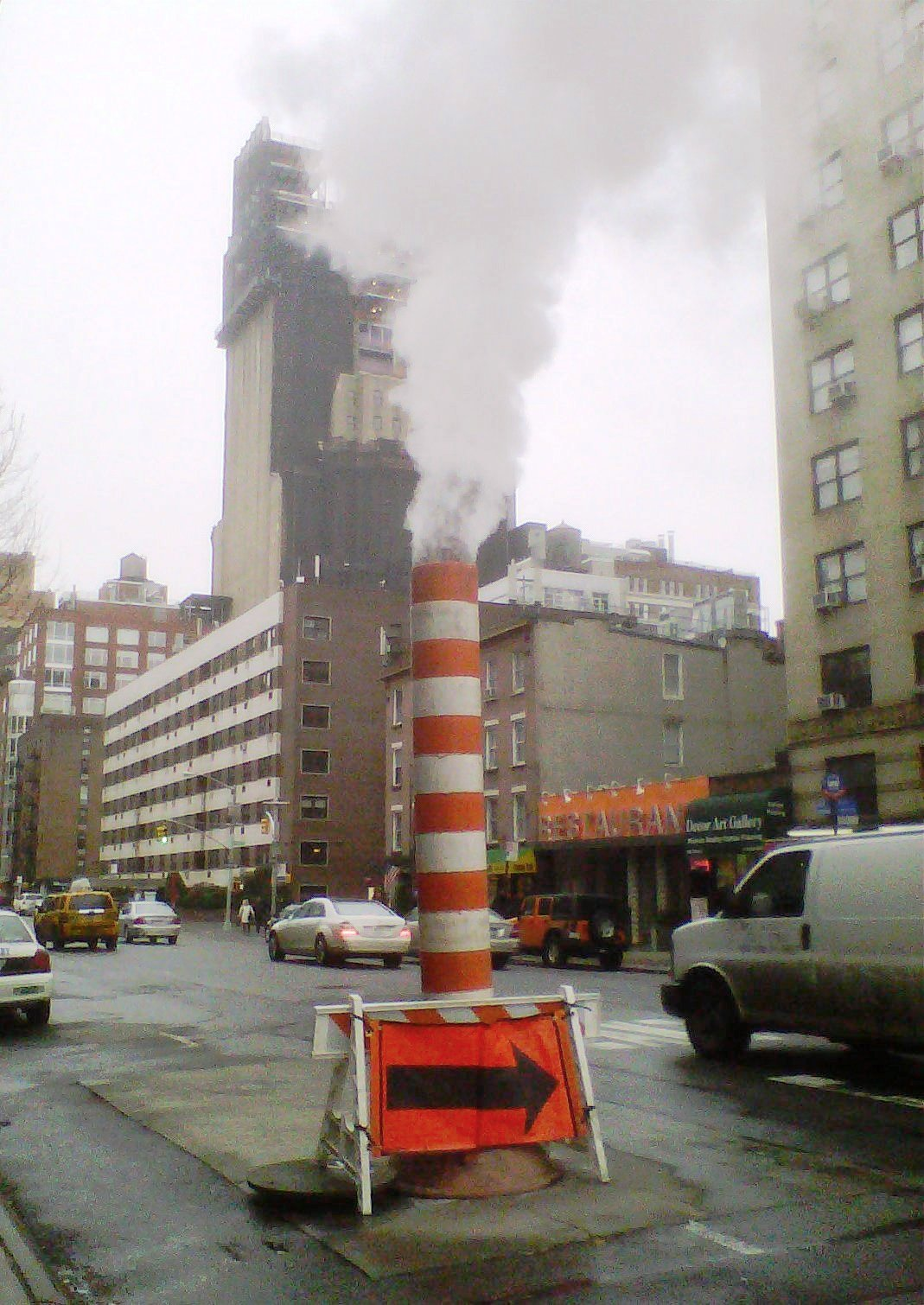
マンホール上の煙突から立ち上がる水蒸気

マンハッタンでは道路に水蒸気(湯気)が立ち上がる光景がよく見られる。地中にある圧力調整弁からの放出がほとんどだが、マンホールに流れ落ちた雨水が高温のパイプに触れて発生することもある。通行人が高温の蒸気に触れたり運転手の視界を妨げたりしないよう、高さ3メートル程度の煙突が設けられている。
蒸気配管の総延長は約170キロに及ぶ。配管は道路に沿ってグリッド状に張り巡らされ、複数の蒸気プラントと結ばれているため、プラントが停止したり配管が分断しても蒸気の供給が止まることはない。
配管は暗渠に敷設されるのではなく地中に直接埋設されており、マンホールからアクセス出来るのは監視装置や圧力弁がある箇所に限られる。配管の点検や改修が必要なときは道路を掘削するしかない。
建設当時は最先端の技術だったが、近年になり配管が破裂する事故が多発している。原因は管の老朽化や圧力弁の作動不良による破裂のほか、道路の掘削工事で壊してしまうケースもある。また配管が破砕した際に、表面を覆う保温材に含まれるアスベストが大気中に飛散するのも問題になっている。
コン・エジソン社は今後配管を延長する計画はないとしている。

## 蒸気システムのルーツ
地域熱供給(District Heating)としての世界初の蒸気システムは、ローマ帝国の公衆浴場でスチームサウナや暖房用として使われたのが起源とされる。14世紀のフランス ショード＝ゼーグでは地熱エネルギーを利用して約30軒の住宅に暖房を供給した記録がある。
近代のアメリカでは、メリーランド州アナポリスにあるアメリカ海軍兵学校が1853年に運用を開始した。また、1877年にニューヨーク州北部のロックポートで始まった蒸気暖房は商業用途として成功した世界初の例となった。システムを考案したバーシル・ホリー(Birdsill Holly,1820-1894)は特許を取得し、ニューヨークを始めとする19都市が導入した。1916年にはマサチューセッツ工科大学でも運用を開始した。

## 爆発事故
近年、老朽化した配管が破裂する”爆発”事故が問題になっており、1987年以後少なくとも12件発生した。爆発による直接的な被害だけでなく、大気中へのアスベスト飛散により付近を封鎖したり住民が避難を強いられるなどの混乱が起きている。
- 1989年、グラマシーパーク近くで発生。コン・エジソンの作業員2名と近隣住人2名が死亡、24人が負傷し[15]、アスベストにより200人以上の住人が3か月間避難させられ、道路や建物の修復、洗浄など復旧作業に約9千万ドルを要した。コン・エジソンはアスベストに関する情報を4日間公表しなかったため後に罰金200万ドルが課せられた。

- 1990年3月22日、アッパーイーストサイドで発生。アスベストによりマディソンAve.の7ブロックが封鎖された。

- 1992年8月17日、エンパイアステートビルの近くで発生。12名がアスベストを吸い込んだ[16]。

- 1992年11月10日、ロウアーイーストサイドにあるコン・エジソンの発電所で発生。作業員1名が死亡、2名が重傷。

- 1996年6月28日、東74丁目の工場で発生。近くの高齢者施設の利用者50名が避難した。

- 2000年8月31日、ワシントンスクエアの南側で発生。道路に直径4.5メートルのクレーターが出来、大気中にアスベストが飛散した。

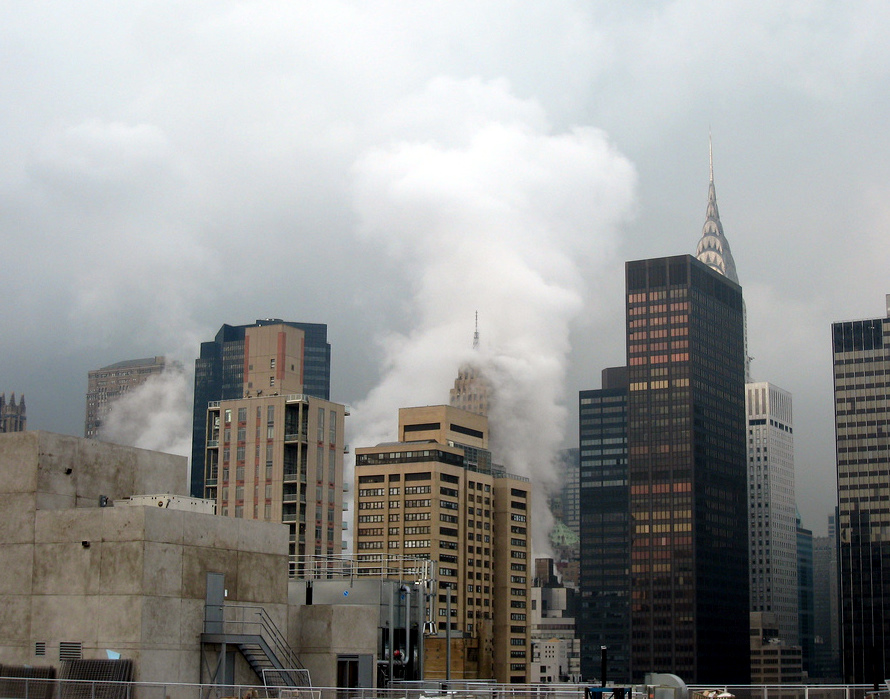
2007年の爆発事故

- 2007年7月18日夕方、グランドセントラル駅近くで発生。1924年に敷設された直径60センチの配管が破裂し、蒸気はクライスラービルをはるかに超え40階の高さまで泥を吹き上げた。この事故で2名が重傷、45名が負傷。避難中に女性1名が心臓発作を起こし死亡した[17]。
- 2018年7月19日、5番街のフラットアイアンビルの近くで発生。飛び散った瓦礫で5名が負傷し、繁華街にある49棟の建物の利用者が避難した[18]。ニューヨーク州環境保護局は付近の115ヶ所で採取した大気からアスベストは検出されなかったと発表した[19]。
- 2023年12月27日、ミッドタウンイーストで発生。周辺道路が封鎖され、多くの住民が自宅待機させられるなどの混乱が数日間続いた[20]。

その他
- 1972年5月4日、ウォール街中心部の築12年のオフィスビル36階で、屋上の空調機へつながる直径40センチの管の伸縮継手部分が破裂し、36階で勤務していた7名に百数十℃の蒸気が直撃し全員が即死した[21]。

### 出展
1. ↑  Young, Michelle (2023年11月20日). “How the New York City Steam System Works” (英語). Untapped New York. 2024年3月21日閲覧。
2. ↑  Young, Michelle (2023年11月20日). “How the New York City Steam System Works” (英語). Untapped New York. 2024年3月21日閲覧。
3. ↑  “Where Does Steam from Streets in New York Come from?” (英語). https://freetoursbyfoot.com/ (2014年7月27日). 2024年3月21日閲覧。
4. ↑  Young, Michelle (2023年11月20日). “How the New York City Steam System Works” (英語). Untapped New York. 2024年3月22日閲覧。
5. ↑  Young, Michelle (2023年11月20日). “How the New York City Steam System Works” (英語). Untapped New York. 2024年4月6日閲覧。
6. ↑  ソロ活FIRE (2020年11月15日). “ニューヨーク 冬のマンハッタンで、マンホールからから吹き上がる蒸気はなに？”. kino-global. 2024年3月21日閲覧。
7. ↑  Strand, Tara (2018年7月24日). “Steam Pipe Explosion in NYC Raises Asbestos Concerns” (英語). Mesothelioma.com. 2024年3月21日閲覧。
8. ↑  Young, Michelle (2023年11月20日). “How the New York City Steam System Works” (英語). Untapped New York. 2024年3月22日閲覧。
9. ↑  “Steam Bath Origin” (英語). Scandia Manufacturing. 2024年3月21日閲覧。
10. ↑  “History of District Heating in the United States”. waterworkshistory.us. 2024年3月21日閲覧。
11. ↑  Young, Michelle (2023年11月20日). “How the New York City Steam System Works” (英語). Untapped New York. 2024年3月21日閲覧。
12. ↑  “Birdsill Holly | Lockport Cave & Underground Boat Ride”. lockportcave.com. 2024年5月1日閲覧。
13. ↑  “History of District Heating in the United States”. waterworkshistory.us. 2024年3月21日閲覧。
14. ↑  “Flatiron Explosion Just One Of Many Steam Blasts To Rock NYC” (英語). New York City, NY Patch (2018年7月22日). 2024年4月4日閲覧。
15. ↑  “Flatiron Explosion Just One Of Many Steam Blasts To Rock NYC” (英語). New York City, NY Patch (2018年7月22日). 2024年4月4日閲覧。
16. ↑  “Flatiron Explosion Just One Of Many Steam Blasts To Rock NYC” (英語). New York City, NY Patch (2018年7月22日). 2024年3月20日閲覧。
17. ↑  “Steam explosion jolts Manhattan, killing 1” (英語). NBC News (2007年7月18日). 2024年3月20日閲覧。
18. ↑  admin (2018年7月24日). “Con Edison Steam Pipe Explosion Prompts Evacuation” (英語). Kleinman Center for Energy Policy. 2024年3月20日閲覧。
19. ↑  “New York City’s Steam Pipes” (英語). The Synergist. 2024年4月4日閲覧。
20. ↑  News, Bill Sanderson | New York Daily (2023年12月28日). “Con Ed steam line blast shuts down part of Manhattan in east Midtown as city tests for contamination” (英語). New York Daily News. 2024年3月21日閲覧。
21. ↑  Johnston, Laurie (1972年5月4日). “7 Die in Steam‐Pipe Blast In Wall St. Area Building” (英語). The New York Times. ISSN 0362-4331 2024年4月4日閲覧。